# Stephanolepis cirrhifer
Stephanolepis cirrhifer es una especie de peces de la familia Monacanthidae en el orden de los Tetraodontiformes.

## Morfología
Los machos pueden llegar alcanzar los 30 cm de longitud total.

## Hábitat
Es un pez de mar y de clima templado y demersal.

## Distribución geográfica
Se encuentra desde Hokkaido hasta el Mar de la China Oriental.

## Observaciones
Es inofensivo para los humanos.